# 普尔迪尔纳加尔
普尔迪尔纳加尔（Purdilnagar），是印度北方邦Hathras县的一个城镇。总人口16139（2001年）。

## 人口
该地2001年总人口16139人，其中男性8567人，女性7572人；0—6岁人口3463人，其中男1875人，女1588人；识字率48.27%，其中男性为58.10%，女性为37.16%。